# Shinji Fujiyoshi
Shinji Fujiyoshi (藤吉 信次 Fujiyoshi Shinji?), född 3 april 1970 i Tokyo prefektur, är en japansk före detta fotbollsspelare.
Fujiyoshi började sin karriär 1989 i Yomiuri (Verdy Kawasaki). Med Yomiuri/Verdy Kawasaki vann han japanska ligan 1990/91, 1991/92, 1993, 1994 och japanska ligacupen 1991, 1992, 1993, 1994. 1996 flyttade han till Kyoto Purple Sanga. Efter Kyoto Purple Sanga spelade han för Vegalta Sendai, Chengdu Five Bulls, FC Ryukyu och New Wave Kitakyushu. Han avslutade karriären 2009.